# Общий регламент по защите данных
Общий регламент по защите данных, Общий регламент защиты персональных данных, Генеральный регламент о защите персональных данных (англ. General Data Protection Regulation, GDPR; Постановление 2016/679) — постановление Европейского союза, с помощью которого Европейский парламент, Совет Европейского союза и Европейская комиссия усиливают и унифицируют защиту персональных данных всех лиц в Европейском союзе (ЕС). Постановление также направлено на экспорт данных из ЕС.
GDPR направлен прежде всего на то, чтобы дать гражданам контроль над собственными персональными данными, и на упрощение нормативной базы для международных экономических отношений путём унификации регулирования в рамках ЕС.
В законе расширено понятие персональных данных, введены понятия трансграничной передачи данных, псевдонимизации, установлено ряд прав субъектов персональных данных, определена роль должностного лица по защите данных (англ. DPO, data protection officer).
В частности, введены понятия:
- контролёр данных — физическое или юридическое лицо, государственный орган, учреждение или другой орган, который самостоятельно или совместно с другими определяет цели и средства обработки персональных данных, например, социальная сеть или служба такси;
- обработчик данных — это физическое или юридическое лицо, государственный орган, учреждение или другой орган, который обрабатывает персональные данные от имени по поручению контролера, например, поставщик облачных услуг;
- субъект данных (лицо) — физическое лицо, данные которого обрабатываются;
- специальные категории персональных данных — данные о расе, политическом мнении, религиозных или философских убеждениях, генетические данные, членство в профсоюзах, биометрические данные, позволяющие определить конкретного человека, данные о здоровье, сексуальная ориентация.

Важным моментом является то, что GDPR применим и к тому, кто обрабатывает данные (процессор или обработчик), и к тому, кто собирает данные (контролёр). Контролёр определяет цель и значение обработки персональных данных, а процессор ответственен за непосредственную обработку данных, но оба несут ответственность за соблюдение норм GDPR.
За невыполнение закона накладывается штраф до 20 000 000 евро или до 4 % от годового мирового оборота компании за предыдущий финансовый год, в зависимости от того, что больше.

## История
Регламент GDPR заменил директиву Data Protection Directive от 1995 года. Постановление было принято 27 апреля 2016 года, вступило в силу 25 мая 2018 года после двухлетнего переходного периода и, в отличие от директивы, не требует от правительств стран — участниц ЕС никаких изменений в локальных законодательствах и, таким образом, является непосредственно обязательным к исполнению. Это применимо не только к странам — участницам ЕС, но также к любому юридическому лицу, обрабатывающему персональные данные лиц ЕС.

## Ключевые принципы
Закон определяет шесть принципов обработки персональных данных:
- законность, справедливость и прозрачность — должны быть легальные основания в рамках GDPR для сбора и использования данных, ненарушение любых законов, открытость, честность от начала и до конца об использовании персональных данных;
- ограничение целью — обработка должна сводиться к тому, что было заявлено субъекту данных. Все конкретные задачи должны быть закреплены в политике конфиденциальности и должны чётко соблюдаться;
- минимизация данных — использование минимально необходимого объёма данных для выполнения поставленных целей;
- точность — персональные данные должны быть точными и не должны вводить в заблуждение; ошибочные данные подлежат корректировке;
- ограничение хранения данных — не хранить данные дольше, чем нужно, периодически проводить аудит данных и удалять неиспользуемые;
- целостность и конфиденциальность, безопасность — хранить данные в безопасном месте и уделять достаточное внимание сохранности данных.

Также закон устанавливает ключевой принцип для обработчиков данных:
- подотчётность — ответственность за обработку персональных данных и выполнение всех остальных принципов GDPR, включая записи о конфиденциальности, защите, использовании, проверке данных, а также возможность продемонстрировать следование принципам закона по запросу.

## Права субъектов персональных данных
Закон существенно расширяет права пользователей в отношении их персональных данных:
- право на доступ к данным (статья 15);
- право на внесение исправлений (статья 16);
- право на удаление данных (статья 17);
- право на ограничение обработки (статья 18);
- право на получение информации (статья 19);
- право на переносимость данных (статья 20);
- право на возражение (статья 21);
- право не становиться объектом решения, основанного исключительно на автоматизированной обработке (статья 22).